# Cross Keys Rugby Football Club
Il Cross Keys Rugby Football Club è una squadra di rugby a 15 del piccolo villaggio di Crosskeys, nel sud-est del Galles. Fondata nel 1885, partecipa attualmente alla Welsh Premier Division, la massima serie gallese.
La squadra fa parte dell'area regionale dei Dragons, team partecipante allo United Rugby Championship.